# Ford Excursion
Ford Excursion — повнорозмірний SUV американської автомобільної корпорації Ford. Офіційно вважається найбільшим позашляховиком Ford.

## Опис

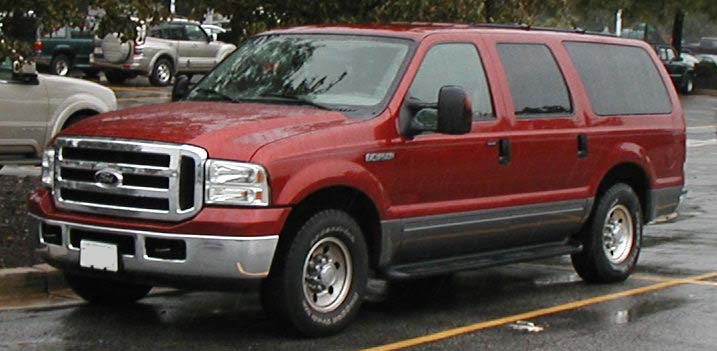
Ford Excursion (2004-2005)

Автомобіль заснований на рамі одного з найбільших пікапів світу «Форд Супер Дьюті», на яку можна поставити й кузов від самоскида. Втім, від найтяжчого пікапа у «Excursion» не тільки рама, але і передня частина кузова, світлотехніка, підвіска і рульове управління — загалом все, за винятком хіба що вантажної платформи. Випускався з 2000 по 2005 рік. Останній «Ford Excursion» зійшов з конвеєра 30 вересня 2005 року в Луїсвіллі.
На «Ford Excursion» установлена так звана додаткова страхова і захисна система — «BlockerBeam», яка ховається під нижньою кромкою переднього бампера. При зіткненні цей силовий трубчастий агрегат деформується і гасить удар, не дає машині «в'їхати» під позашляховик, що загрожує смертельною небезпекою її пасажирами. Аналогічну задачу виконує величезне буксирне пристосування під заднім бампером. Рама трисекційна, лонжеронна, тримальна, зварна, сходового типу на яку кріпиться сталевий кузов. Передня і задня підвіска залежна, на подовжніх ресорах. Мости нерозрізні. Згідно з американським законодавством «Excursion» належить до класу середніх вантажівок.
Автомобіль створювався як найбільший і найважчий позашляховик у світі. його високий капот справляє сильне враження. З технічної точки зору «Ford Excursion» новинкою не є — це «опасажирена» версія робочої вантажівки — «Ford F-250 Super Duty». У автомобіля був бензобак об'ємом 167 літрів. Витрата палива колосальна — понад 30 літрів на 100 км. Через невисокий купівельний попит виробництво даної моделі було припинено 1 жовтня 2005 року.

## Двигуни
- робочий об'єм — 6,8 л, 10-цил., 310 к.с. (2000-2005)
- робочий об'єм — 5,4 л, 8-цил., 255 к.с. (2000-2005)
- робочий об'єм — 7,3 л, дизельний 8-цил., 250 к.с. (2000-2003)
- робочий об'єм — 6,0 л, дизельний 8-цил., 325 к.с. (2003-2005)

## Продажі в США
| Рік  | Кількість |
| ---- | --------- |
| 1999 | 18,315    |
| 2000 | 50,786    |
| 2001 | 34,710    |
| 2002 | 29,042    |
| 2003 | 26,259    |
| 2004 | 20,010    |
| 2005 | 16,283    |